# Christian Rollet
Pour les articles homonymes, voir Rollet.
Christian Rollet, né le 1er janvier 1944, est un haut-fonctionnaire français, ancien élève de l'École des Hautes études commerciales (HEC) et de l’École Nationale d'Administration (ENA) (promotion Charles de Gaulle).
De 1986 à 1993, il est directeur de l’École Nationale de la Santé Publique (ENSP) de Rennes, devenue École des Hautes Études en Santé Publique en 2004.
De 1993 à 2000, Il a exercé les fonctions de chef de service de l'Inspection Générale des Affaires Sociales (IGAS), ayant notamment supervisé l'enquête menée contre la gestion frauduleuse de la Mutuelle Nationale des Étudiants de France (MNEF), avant d'être nommé directeur général de la Caisse Autonome Nationale de la Sécurité Sociale dans les Mines (CANSSM) en 2000.
Il est également membre actif de plusieurs associations françaises et internationales à vocation sanitaire et sociale, comme International Council on Social Welfare (ICSW).

## Distinctions

### Décorations
- Chevalier de la Légion d'honneur[3]
- Chevalier de l'ordre des Palmes académiques